# Cantó de Chartres-Sud-Est
El cantó de Chartres-Sud-Est és un cantó francès del departament d'Eure i Loir, situat al districte de Chartres. Té sis municipis i part del de Chartres.

## Municipis
- Berchères-les-Pierres
- Chartres (part)
- Le Coudray
- Gellainville
- Nogent-le-Phaye
- Prunay-le-Gillon
- Sours

## Història
| Data d'elecció                           | Identitat              | Partit                     | Qualitat |
| ---------------------------------------- | ---------------------- | -------------------------- | -------- |
| 1945-1949                                | Charles Brune          | radical                    |          |
| 1949-1962                                | Maurice Fredet         | RPF, després divers droite |          |
| 1962-1967                                | Josep Prichard         | CD                         |          |
| 1967-1973                                | Marcel Gaujard         | Sense etiqueta             |          |
| 1973-1988                                | Georges Lemoine        | PS                         |          |
| 1988-1994                                | Maryvonne Radix-Martin | PS                         |          |
| 1994-2008                                | Georges Lemoine        | PS, després Divers gauche  |          |
| 2008-                                    | Élisabeth Fromont      | UMP                        |          |
| les dades anteriors no són pas conegudes |                        |                            |          |
|                                          |                        |                            |          |